# Cadel Evans

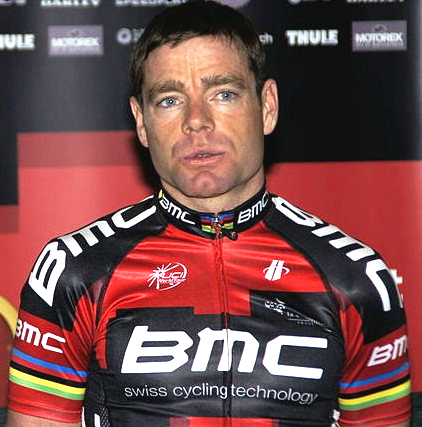
Cadel Evans em 2011.

Cadel Lee Evans  (Katherine, 14 de fevereiro de 1977) foi um ciclista profissional australiano. Aposentou-se em 2015 e defendia a equipe BMC Racing Team onde de integrou em 2010. A sua carreira foi marcada por inúmeras lesões mas conseguiu obter bons resultados no decorrer dos últimos anos.

## Carreira
Foi oitavo no Tour de France de 2005, fechou entre os cinco melhores colocados em 2006 e foi segundo em 2007 a 23 segundos do jovem Alberto Contador. Venceu a edição de 2006 da Volta à Romandia deixando o seu rival do Tour de 2007 em terceiro.
Em junho de 2007, foi segundo na prova que é considerada como o último teste à forma dos candidatos a vencer o Tour, o Dauphiné Libéré. Já foi Maglia Rosa no Giro, chegando a Milão nesse ano, na 14ª posição.
É um excelente escalador e um grande contra-relogista. No Tour de 2007 foi segundo nos dois contra-relógios, sendo batido por Alexandre Vinokourov e Levi Leipheimer respectivamente, mas poderá ser declarado vencedor do 1º contra-relógio já que o cazaque da Astana acusou positivo num controlo antidoping realizado após a etapa.
Em 2011, alcançou uma grande conquista em sua carreira após ficar em 2º lugar no Tour de France. Ele já havia vencido a 4º etapa do Tour no mesmo ano. Onde a chegada foi muito disputada com Alberto Contador, depois de uma breve subida ao final da etapa. Nessa etapa só foi possível ver quem cruzou a linha de chegada na frente com o recurso do photofinish. Depois de puxar o pelotão principal sozinho, por aproximadamente 9 km de subidas nos Alpes, para ir em busca da fuga de Andy Schleck, diminuindo assim o tempo que Schleck poderia colocar aos outros, e, até mesmo ter decidido o Tour. Evans chegou a 20º etapa atrás de Schleck 57 segundos e, num memorável contra-relógio, conseguiu não só tirar essa diferença, mas também, vencer com o tempo de 1m e 34 segundos, tempo esse que o fez vencer a edição 2011 do Tour de France.